# Pains Island
Pains Island är en ö i Australien. Den ligger i delstaten Queensland, omkring 1 900 kilometer nordväst om delstatshuvudstaden Brisbane. Arean är 1,2 kvadratkilometer. Den sträcker sig 1,7 kilometer i nord-sydlig riktning, och 1,2 kilometer i öst-västlig riktning.
Savannklimat råder i trakten. Genomsnittlig årsnederbörd är 1 290 millimeter. Den regnigaste månaden är januari, med i genomsnitt 453 mm nederbörd, och den torraste är augusti, med 2 mm nederbörd.